# Бернард Очиєнг
Бернард Очиєнг Огінга (англ. Bernard Ochieng Oginga, нар. 25 січня 1996) — кенійський футболіст, захисник клубу «Вігіга Юнайтед», а також національної збірної Кенії.

## Клубна кар'єра
У футболі дебютував 2016 року виступами за команду «Вігіга Юнайтед», кольори якої захищає й донині.

## Виступи за збірну
10 червня 2018 дебютував в офіційних матчах у складі національної збірної Кенії, зігравши в товариському матчі проти Індії (0-2).
Був присутній в заявці збірної на Кубку африканських націй 2019 року в Єгипті, але на поле не виходив.
| Дата       | Місто        | Господарі | Результат | Гості    | Турнір                                  | Голи | Примітки |
| ---------- | ------------ | --------- | --------- | -------- | --------------------------------------- | ---- | -------- |
| 10-06-2018 | Мумбаї       | Індія     | 2 – 0     | Кенія    | товариський матч                        | -    | 35'      |
| 23-03-2019 | Аккра        | Гана      | 1 – 0     | Кенія    | Відбір до Кубка африканських націй 2019 | -    | 77'      |
| 27-06-2019 | Каїр         | Кенія     | 3 – 2     | Танзанія | Відбір до Кубка африканських націй 2019 | -    | 46'      |
| 01-07-2019 | Каїр         | Кенія     | 0 – 3     | Сенегал  | Відбір до Кубка африканських націй 2019 | -    | 81'      |
| 28-07-2019 | Дар-ес-Салам | Танзанія  | 0 – 0     | Кенія    | Відбір до ЧАН 2020                      | -    |          |
| Усього     |              | Матчів    | 5         |          | Голів                                   | 0    |          |